# Gallai Rezső (helytörténész)
Gallai Rezső (Tatabánya, 1939–2014) magyar helytörténész.

## Élete
Édesapja Felsőgallán volt tanár és iskolaigazgató. Gallai Rezső a tatabányai egykori Központi Műhely technikusa, valamint üzemrészleg vezetője volt. Harmincnégy ledolgozott esztendő után nyugdíjba vonult, ekkor kezdett szülővárosa helytörténetével foglalkozni. Már 1962-től gyűjtötte a Központi Műhellyel kapcsolatos dokumentumokat, s ezek alapján írta első könyvét, mely Volt egyszer egy Központi Műhely-üzem címmel jelent meg 1997-ben. 2007-ig 16 kötete látott napvilágot, összesen 12 500 példányban. 2003-ban a Tatabánya Kultúrájáért díjjal jutalmazták munkáját. 30. könyve 2014-ben, 75 évesen jelent meg Távolság közelítése térben és időben címmel, mely ünnepe volt egyben a 30. "gyermeke" megszületésének és 75. születésnapjának.

## Könyvei
- Volt egyszer egy Központi Műhely-üzem (1997)
- Emlékeim Felsőgalláról (Tatabánya, 1998)
- Életutak - Arcvonások (2001)
- Múltidéző igaz mesék (2002)
- Szórabírt emlékezet (2003)
- Velünk élő történelem (2004)
- 25 éves a Sárberki lakótelep (2004)
- Nyitott emlékkapuk (2004)
- Élet a régi Tatabányán (2005)
- A Központi Műhely-üzemtől az ASG Gépgyártó Kft.-ig, 1956-2006
- Az én városom Tatabánya (2006)
- Barátságról, emberségről... (2007)
- Isten éltessen Tatabánya! (2007)
- Visszapillantó (2008)
- A történelem ma is történik (2008)
- Kertvárosi krónika (2009)
- Örökbecsű kincseink (2010)
- Helytörténeti olvasókönyv (2010)
- Tartsuk ébren hagyományainkat (2011)
- Apadó forrásaimból (2011)
- Helytörténetek a jubileumra (2012)
- Emlékeket őrzök unokáinknak (2012)
- Megújult a városközpont, 2009-2013 (2013)
- Távolság közelítése térben és időben : 75 év 30 könyv (2014)